# Incidente del USS Liberty
El incidente del USS Liberty fue un ataque intencional israelí contra un buque de investigación técnica de la Armada de los Estados Unidos, el USS Liberty, perpetrado por aviones de combate de la Fuerza Aérea Israelí y lanchas torpederas de la Armada de Israel, el 8 de junio de 1967, durante la guerra de los Seis Días. El ataque combinado por aire y mar causó la muerte de 34 miembros de la tripulación (oficiales navales, marineros, dos infantes de marina y un civil), hirió a 171 miembros de la tripulación y causó graves daños al buque. En ese momento, el buque se encontraba en aguas internacionales al norte de la península del Sinaí, a unas 25,5 millas náuticas al noroeste de la ciudad egipcia de El Arish.
Israel se disculpó por el ataque, diciendo que el USS Liberty había sido atacado por error después de haber sido confundido con un barco egipcio. Tanto el gobierno de Israel como el de Estados Unidos llevaron a cabo investigaciones y emitieron informes que concluían que el ataque era un error debido a la confusión israelí sobre la identidad del barco. Otros, incluidos los supervivientes del ataque, han rechazado estas conclusiones y sostienen que el ataque fue deliberado.
En mayo de 1968, el gobierno israelí pagó 3,32 millones de dólares, equivalentes a 23,9 millones de dólares en 2018, al gobierno de Estados Unidos en compensación por las familias de los 34 hombres muertos en el ataque. En marzo de 1969, Israel pagó otros 3,57 millones de dólares, 24,4 millones en 2018, a los hombres que habían resultado heridos. En diciembre de 1980, acordó pagar 6 millones de dólares, 18,2 millones de dólares en 2018, como pago final por daños materiales a la propia Liberty más 13 años de intereses.

## USS Liberty
El USS Liberty era originalmente el buque de carga civil Simmons Victory, de 7725 toneladas de eslora (7849 toneladas ligeras), un Victory Ship de diseño estándar producido en serie, la serie siguiente a los famosos Liberty Ships que suministraron carga a los Aliados durante la Segunda Guerra Mundial. Fue adquirido por la Armada de los Estados Unidos y convertido en un buque auxiliar de investigación técnica (AGTR), nombre con el que se conoce a los  barcos espía de la Agencia de Seguridad Nacional (NSA) que llevan a cabo misiones de inteligencia de señales. Comenzó su primer despliegue en 1965, en aguas de la costa oeste de África. Durante los dos años siguientes, llevó a cabo varias operaciones más.

## Ataque israelí

### Eventos que conducen al ataque
Durante la guerra de los Seis Días entre Israel y varias naciones árabes, los Estados Unidos de América mantuvieron un estatus de país neutral. Varios días antes de que comenzara la guerra, se ordenó al USS Liberty que se dirigiera a la zona oriental del Mediterráneo para llevar a cabo una misión de recolección de inteligencia de señales en aguas internacionales cerca de la costa norte del Sinaí, Egipto. Después del estallido de la guerra, debido a la preocupación por su seguridad al acercarse a su zona de patrulla, se enviaron varios mensajes a Liberty para aumentar su punto de aproximación más cercano permitido (CPA) a las costas de Egipto e Israel de 12,5 y 6,5 millas náuticas a 14,4 y 7,5 millas (23,2 y 12 km, respectivamente). Lamentablemente, debido a la ineficacia de la gestión y el encaminamiento de los mensajes, estos mensajes no se recibieron hasta después del ataque.
Según fuentes israelíes, al comienzo de la guerra, el 5 de junio, el General Yitzhak Rabin, jefe de Estado Mayor de la Fuerza Aérea de Israel, informó al Comandante Ernest Carl Castle, agregado naval estadounidense en Tel Aviv, de que Israel defendería sus costas con todos los medios a su alcance, incluido el hundimiento de buques no identificados. Pidió a Estados Unidos que mantuviera sus barcos alejados de las costas de Israel o que al menos informara a Israel de sus posiciones exactas.
Fuentes estadounidenses dijeron que no se hizo ninguna investigación sobre los barcos en la zona hasta después del ataque al USS Liberty. En un mensaje enviado por el Secretario de Estado de Estados Unidos, Dean Rusk, al embajador estadounidense Walworth Barbour en Tel Aviv, Israel, Rusk pidió una "confirmación urgente" de la declaración de Israel. Barbour respondió: "No se solicitó información sobre los barcos estadounidenses que operan en el Sinaí hasta después del incidente del Liberty". Además, dijo Barbour: "Si los israelíes hubieran hecho tal investigación, habría sido enviada inmediatamente al jefe de operaciones navales y otros altos mandos navales y repetida al Departamento de Estado".
Con el estallido de la guerra, el Capitán William L. McGonagle del Liberty le pidió inmediatamente al Vicealmirante William I. Martin en el cuartel general de la Sexta Flota de los Estados Unidos que enviara un destructor para que acompañara al Liberty y sirviera como su escolta armada y como centro auxiliar de comunicaciones. Al día siguiente, el almirante Martin respondió: "El Liberty es un barco estadounidense claramente marcado en aguas internacionales, no un participante en el conflicto y no un sujeto razonable para ser atacado por ninguna nación. Sin embargo, prometió que en el improbable caso de un ataque inadvertido, los aviones de caza de la Sexta Flota estarían sobrevolando la zona en diez minutos".
Mientras tanto, el 6 de junio, en las Naciones Unidas, en respuesta a las quejas de la República Árabe Unida de que Estados Unidos apoyaba a Israel en el conflicto, el embajador de Estados Unidos Arthur Goldberg dijo al Consejo de Seguridad que los buques de la Sexta Flota estaban a varios cientos de millas del conflicto. Cuando se hizo la declaración, este era el caso, ya que el Liberty, ahora asignado a la Sexta Flota, estaba en el Mar Mediterráneo central, pasando entre Libia y Creta y finalmente llegaría a unos 13 nmi (15 millas; 24 km) al norte de la Península del Sinaí.
En la noche del 7 de junio, hora de Washington, temprano en la mañana del 8 de junio, a las 01:10Z o a las 3:10 a. m. hora local, el Pentágono emitió una orden al cuartel general de la Sexta Flota para decirle al Liberty que no se acercara a menos de 100 millas náuticas (120 millas; 190 km) de Israel, Siria o la costa del Sinaí.(Oren, p. 263): 5, 58 (Exhibit N) . Según el Juzgado de Instrucción de la Marina y la historia oficial de la Agencia Nacional de Seguridad,: 23 ff, 111 ff  la orden de desistimiento no fue enviada por la radiofrecuencia que Liberty monitoreó para sus órdenes hasta las 15:25 Zulú, varias horas después del atentado, debido a una larga serie de problemas administrativos y de enrutamiento de mensajes. La Marina dijo que en ese momento se estaba tratando un gran volumen de tráfico de alta prioridad no relacionado con el conflicto, incluyendo interceptaciones de inteligencia relacionadas con el conflicto; y que esto, combinado con la escasez de radiomensajeros calificados, contribuyó a retrasar la transmisión del mensaje de retirada.: 111 ff 

### Contacto visual
El testimonio oficial, combinado con el registro de cubierta de Liberty, establece que durante toda la mañana del ataque, el 8 de junio, el barco fue sobrevolado, en varios momentos y lugares, por aviones de la IAF. El tipo principal de avión era el Nord Noratlas; también había dos aviones de ala delta no identificados alrededor de las 9:00 a. m., hora del Sinaí (GMT+2). Los miembros de la tripulación de Liberty dicen que uno de los aviones de Noratlas voló tan cerca de Liberty que el ruido de sus hélices sacudió la cubierta del barco, y que los pilotos y los miembros de la tripulación se saludaron entre sí. Más tarde se informó, basándose en información de fuentes de las FDI, que los sobrevuelos fueron una coincidencia, y que los aviones estaban cazando submarinos egipcios que habían sido avistados cerca de la costa.
Aproximadamente a las 5:45 de la mañana, hora del Sinaí, se recibió un informe de avistamiento de barcos en el Comando Costero Central de Israel (CCC) con respecto al Liberty, identificado por un observador naval aéreo como "aparentemente un destructor que navega a 70 millas[110 km] al oeste de Gaza". La ubicación del buque fue marcada en una tabla de control de la CCC, usando un marcador rojo, indicando un buque no identificado. A eso de las 6:00 a. m., el observador naval aéreo, Mayor Uri Meretz, reportó que el buque parecía ser un buque de suministros de la Marina de los Estados Unidos; a eso de las 9:00 a. m. el marcador rojo fue reemplazado por un marcador verde para indicar un buque neutral. Más o menos al mismo tiempo, un piloto de caza israelí informó de que un barco a 32 km al norte de Arish había disparado contra su aeronave después de que trató de identificar el buque. El mando naval israelí envió dos destructores para investigar, pero fueron devueltos a sus posiciones anteriores a las 9:40 de la mañana, después de que surgieran dudas durante la sesión informativa del piloto. Después de que el Noratlas del observador naval aterrizó y fue interrogado, el barco que vio fue identificado como el USS Liberty, basado en las marcas de su casco "GTR-5" El marcador del USS Liberty fue retirado de la Tabla de Control de la CCC a las 11:00 a. m., debido a que su información de posición fue considerada obsoleta.
A las 11:24 de la mañana, el jefe de operaciones navales israelíes recibió un informe de que Arish estaba siendo bombardeado desde el mar. Se ordenó una investigación sobre la fuente del informe para determinar su validez. El informe procedía de un oficial de apoyo aéreo de Arish. Además, a las 11:27 de la mañana, el jefe de operaciones del Comando Supremo israelí recibió un informe que indicaba que un barco había estado bombardeando Arish, pero que los proyectiles se habían quedado cortos. El periodista de investigación James Bamford señala que el Liberty solo tenía cuatro ametralladoras calibre .50 montadas en sus cubiertas y, por lo tanto, no podía haber bombardeado la costa. El Jefe de Operaciones ordenó que se verificara el informe y que se determinara si los buques de la Armada israelí se encontraban frente a la costa de Arish. A las 11:45 horas, otro informe llegó al Comando Supremo diciendo que dos buques se estaban acercando a la costa de Arish.

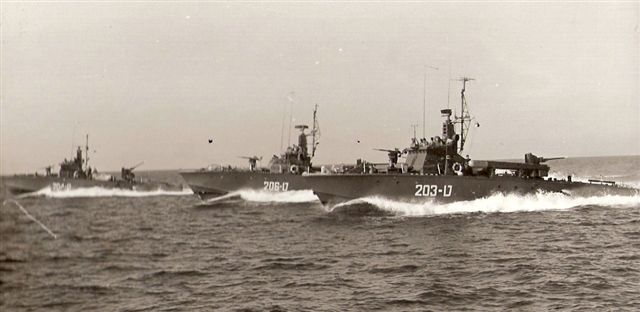
Torpederas israelitas (MTBs) en formación, c. 1967. Estos fueron los MTB que atacaron USS Liberty

El bombardeo y los informes de la nave pasaron del Comando Supremo al centro de control de Operaciones de la Flota. El Jefe de Operaciones Navales los tomó en serio, y a las 12:05 p. m. la División 914 recibió la orden de patrullar en dirección a Arish, mientras que la División 914, llamada "Pagoda", estaba bajo el mando del Comandante Moshe Oren, y constaba de tres torpederos numerados: T-203, T-204 y T-206. A las 12:15 horas, la División 914 recibió órdenes de patrullar una posición a 20 millas (32 km) al norte de Arish. Mientras el Comandante Oren se dirigía hacia Arish, las Operaciones Navales le informaron del bombardeo de Arish y le dijeron que se enviarían aviones de la IAF a la zona después de que se detectara el objetivo. Al jefe de Estado Mayor Yitzhak Rabin le preocupaba que el supuesto bombardeo egipcio fuera el preludio de un desembarco anfibio que podría flanquear a las fuerzas israelíes. Rabin reiteró la orden permanente de hundir cualquier barco no identificado en la zona, pero aconsejó precaución, ya que los barcos soviéticos estaban operando cerca.
A las 13:41 horas, los torpederos detectaron una nave desconocida a 20 millas al noroeste de Arish y a 14 millas (23 km) de la costa de Bardawil La velocidad del barco se estimó en sus radares. El oficial del centro de información de combate en la T-204, Alférez Aharon Yifrah, informó al capitán del barco, Comandante Moshe Oren, que el objetivo había sido detectado a una distancia de 22 millas (35 km), que su velocidad había sido rastreada durante unos minutos, después de lo cual determinó que el objetivo se estaba moviendo hacia el oeste a una velocidad de 30 nudos (56 km/h; 35 mph). Estos datos fueron enviados al centro de control de Operaciones de la Flota.
La velocidad del objetivo era significativa porque indicaba que el objetivo era un buque de combate.
 Además, las fuerzas israelíes tenían órdenes permanentes de disparar contra cualquier buque desconocido que navegara en la zona a más de 20 nudos (37 km/h), una velocidad que, en aquel momento, solo podían alcanzar los buques de guerra. El Jefe de Operaciones Navales pidió a los torpederos que revisaran sus cálculos. Yifrah recalculó dos veces y confirmó su evaluación. Unos minutos más tarde, el comandante Oren informó que el objetivo, ahora a 27 km de su posición, se movía a una velocidad de 28 nudos (52 km/h; 32 mph) en un rumbo diferente. Bamford, sin embargo, señala que la velocidad máxima de Liberty estaba muy por debajo de 28 nudos. Sus fuentes dicen que en el momento del ataque, Liberty estaba siguiendo el curso de su misión de intercepción de señales a lo largo de la costa norte del Sinaí, a unos 5 nudos (9,3 km/h; 5,8 mph) de velocidad.
Los datos sobre la velocidad del barco, junto con su dirección, dieron la impresión de que se trataba de un destructor egipcio que huía hacia el puerto después de bombardear Arish. Los torpederos los persiguieron, pero no esperaban alcanzar su objetivo antes de llegar a Egipto. El Comandante Oren solicitó que la Fuerza Aérea de Israel enviara aviones para interceptar.  A la 1:48 p. m., el Jefe de Operaciones Navales solicitó el envío de aviones de combate a la ubicación del buque.

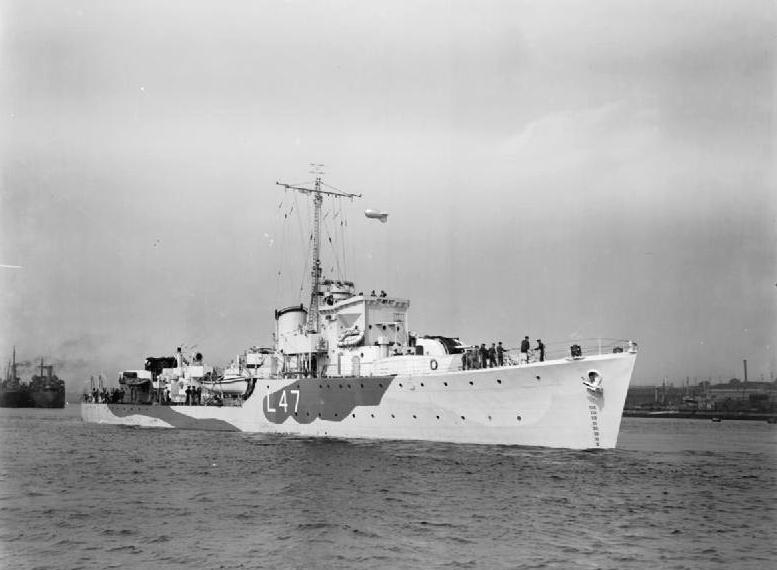
Destructor clase Hunt HMS Blean. La Armada egipcia tenía destructores de clase Hunt en 1967

La IAF despachó dos aviones de combate Mirage III que llegaron a Liberty alrededor de las 2:00 p. m. El líder de la formación, el Capitán Iftach Spector, intentó identificar el barco y comunicó por radio a uno de los barcos torpederos su observación de que el barco parecía un barco militar con una chimenea y un mástil. En una declaración posterior al ataque, los pilotos dijeron que no veían marcas o banderas distinguibles en el barco.
En ese momento, se produjo un intercambio registrado entre un oficial de sistemas de armamento del cuartel general de mando, uno de los controladores aéreos, y el controlador aéreo jefe, que cuestionaba una posible presencia estadounidense. Inmediatamente después del intercambio, a la 1:57 p. m., el jefe de los controladores aéreos, el Teniente Coronel Shmuel Kislev, autorizó el ataque de los Mirage.

### Ataques aéreos y marítimos
Después de haber sido autorizado para atacar, los Mirages se lanzaron a la nave y atacaron con cañones y cohetes de 30 mm. El ataque se produjo pocos minutos después de que la tripulación completara un simulacro de ataque químico, con el Capitán McGonagle en el puente de mando. La tripulación se encontraba en "modo de parada", con sus cascos y chalecos salvavidas quitados. La preparación para la batalla se estableció en la "condición tres modificada", lo que significaba que las cuatro ametralladoras calibre.50 del barco estaban atendidasdas y las municiones estaban listas para cargarlas y dispararlas. Ocho tripulantes murieron inmediatamente, o bien resultaron heridos de gravedad y murieron más tarde, y 75 resultaron heridos, entre ellos McGonagle, que fue herido en el muslo y el brazo derecho. Durante el ataque, se cortaron las antenas, se incendiaron los bidones de gas y se derribó la bandera del barco. McGonagle envió una petición urgente de ayuda a la Sexta Flota, "Bajo el ataque de aviones no identificados, requieren asistencia inmediata".
Los Mirages se fueron después de gastar sus municiones, y fueron reemplazados por dos Dassault Mysteres armados con bombas de napalm, pilotados por el Capitán Yossi Zuk y su copiloto, Yaakov Hamermish. Los Mysteres liberaron sus cargas útiles sobre la nave y la ametrallaron con sus cañones. Gran parte de la superestructura del barco se incendió. Los Mysteres estaban listos para atacar de nuevo cuando la Armada israelí, alertada por la ausencia de disparos de respuesta, advirtió a Kislev que el objetivo podría ser israelí. Kislev les dijo a los pilotos que no atacaran si había alguna duda sobre su identificación, y la Marina israelí se puso rápidamente en contacto con todos sus barcos en la zona. La Armada israelí descubrió que ninguno de sus buques estaba siendo atacado y que los aviones estaban autorizados para atacar. Sin embargo, Kislev seguía perturbado por la falta de disparos de respuesta y solicitó un último intento para identificar la nave. El capitán Zuk intentó identificarlo mientras atacaba la nave. Él dijo  que no vio ninguna bandera, pero vio la marcación GTR-5 de la nave. Kislev inmediatamente ordenó que se detuviera el ataque. Kislev supo que la nave era americana.
El hecho de que el barco tuviera las marcas del alfabeto latino hizo que el jefe de Estado Mayor Rabin temiera que el barco fuera soviético. Aunque los buques de guerra egipcios eran conocidos por disfrazar sus identidades con marcas occidentales, por lo general solo mostraban letras y números árabes. Rabin ordenó a los torpederos que permanecieran a una distancia segura del barco, y envió dos helicópteros Hornet (Aérospatiale Super Frelon) para buscar supervivientes. Estas comunicaciones por radio fueron grabadas por Israel. La orden también fue registrada en el registro del barco torpedo, aunque el Comandante Oren dijo que no la había recibido. La orden de alto el fuego fue dada a las 2:20 p. m., veinticuatro minutos antes de que los torpederos llegaran a la posición del Liberty.
Durante el intervalo, los tripulantes a bordo del Liberty izaron una gran bandera americana. Durante la primera parte del ataque aéreo y antes de que se avistaran los torpedos, el Liberty envió un mensaje de socorro que fue recibido por el portaaviones de la  Sexta Flota  USS Saratoga y el portaaviones USS America despachó ocho aviones. El portaaviones estaba en medio de ejercicios estratégicos. El vicealmirante William I. Martin recordó el avión minutos después.

McGonagle testificó en el tribunal de investigación naval que durante

en los últimos momentos del ataque aéreo, se observó que tres barcos de alta velocidad se acercaban al buque desde el noreste con una demora relativa de aproximadamente 135[grados] a una distancia de unas 15 millas[náuticas]. El barco en ese momento seguía en rumbo [hacia el oeste] 283[grados], velocidad verdadera, desconocida, pero se cree que supera los cinco nudos.: 38 

McGonagle testificó que "creía que el momento del avistamiento inicial de los torpedos era alrededor de las 14:20', y que los "barcos parecían estar en formación de tipo cuña con el barco central en el punto de ataque de la cuña". La velocidad estimada de los barcos era de unos 27 a 30 nudos [50 a 56 km/h]", y que "parecía que se acercaban al barco en actitud de lanzamiento de torpedos".: 38 
Cuando llegaron los torpederos, el Comandante Oren pudo ver que el barco no podía ser el destructor que supuestamente había bombardeado Arish o cualquier otro barco capaz de alcanzar una velocidad de 30 nudos (56 km/h). Según Michael Limor, un reservista naval israelí que prestaba servicio en uno de los torpederos, intentó contactar con el barco por heliografía y radio, pero no recibió respuesta alguna. A 6000 metros (20 000 pies), el T-204 se detuvo y señaló "AA", que significa "identifíquese a sí mismo". Debido a los daños sufridos por el equipo, McGonagle solo pudo responder utilizando una lámpara portátil Aldis. Oren recordó haber recibido una respuesta similar de Ibrahim el Awal, un destructor egipcio capturado por Israel durante la crisis de Suez, y estaba convencido de que se enfrentaba a un barco enemigo. Consultó una guía de identificación israelí de las flotas árabes y llegó a la conclusión de que el barco era el barco de suministros egipcio El Quseir, que se basaba en la observación de su línea de cubierta, el puente central del barco y la chimenea. El capitán del barco T-203 llegó a la misma conclusión de forma independiente. Los barcos se pusieron en formación de batalla, pero no atacaron.
A medida que los torpederos se acercaban rápidamente, el capitán McGonagle ordenó a un marinero que se dirigiera al puesto 51 de la ametralladora y abriera fuego.: 38  Sin embargo, entonces se dio cuenta de que los barcos parecían enarbolar una bandera israelí y "se dio cuenta de que existía la posibilidad de que la aeronave hubiera sido israelí y de que el ataque se hubiera llevado a cabo por error".: 39  El capitán McGonagle ordenó al hombre que se encontraba en el cañón que detuviera el fuego, pero que disparara una pequeña ráfaga a los torpederos antes de que el hombre entendiera la orden.: 39 
McGonagle observó que el puesto 53 de la ametralladora comenzó a disparar al torpedero central más o menos al mismo tiempo que el puesto 51 de la ametralladora, y que su fuego fue "extremadamente efectivo y cubrió el área y el torpedero central".: 39  El puesto 53 de la ametralladora estaba situado a estribor en el lado de estribor, detrás del puesto de mando.: 16  McGonagle no podía ver ni "llegar al puesto 53 desde el ala de estribor del puente".: 39  Así que "envió a Lucas a babor del puente, a los tragaluces, para ver si podía decirle a Quintero, a quien creía que era el artillero de la ametralladora 53, que no disparara".: 39  El Alférez Lucas "informó en pocos minutos que no vio a nadie en el puesto 53".: 39  Lucas había abandonado el puente de mando durante el ataque aéreo y regresó para ayudar al Capitán McGonagle,: 14  creía que el sonido de los disparos probablemente provenía de las municiones que estaban explotando, debido a un incendio cercano.: 16  Anteriormente, Lucas había accedido a una solicitud de Quintero para disparar contra los torpederos, antes de que el calor de un incendio cercano lo persiguiera desde el puesto 53.: 26, 27  McGonagle testificó más tarde, en el Tribunal de Investigación, que este era probablemente el evento de disparo "extremadamente efectivo" que había observado.: 49 
Después de ser atacados, los torpederos devolvieron el fuego con sus cañones, matando al timonel de Liberty y luego lanzaron cinco torpedos al Liberty. A 1235Z (2:35 hora local) Un torpedo alcanzó al Liberty en el lado de estribor por delante de la superestructura, creando un agujero de 12 metros de ancho en lo que había sido una bodega de carga convertida en los espacios de investigación de la nave y matando a 25 soldados, casi todos ellos de la sección de inteligencia, e hiriendo a docenas. Se ha dicho que el torpedo alcanzó una estructura de casco importante que absorbió gran parte de la energía; los miembros de la tripulación informaron que si el torpedo no hubiera llegado a la estructura, el Liberty se habría dividido en dos. Los otros cuatro torpedos no llegaron a la nave.
Los torpederos se acercaron y ametrallaron el casco del barco con sus cañones y ametralladoras. Según algunos tripulantes, los torpederos dispararon contra los equipos de control de daños y los marineros prepararon las balsas salvavidas para su lanzamiento. Una balsa salvavidas que flotaba fue recogida por el T-203 y se descubrió que llevaba marcas de la Marina de los Estados Unidos. La T-204 entonces rodeó Liberty, y Oren vio la designación GTR-5, pero no vio ninguna bandera. Poco antes de que se confirmara la identidad de Liberty, el Saratoga lanzó ocho aviones armados con armas convencionales hacia el Liberty. Una vez confirmada la identidad del barco, se notificó al Estado Mayor y se envió una disculpa al agregado naval Castle. El avión que se acercaba a Liberty fue llamado al Saratoga.

### Consecuencias del ataque

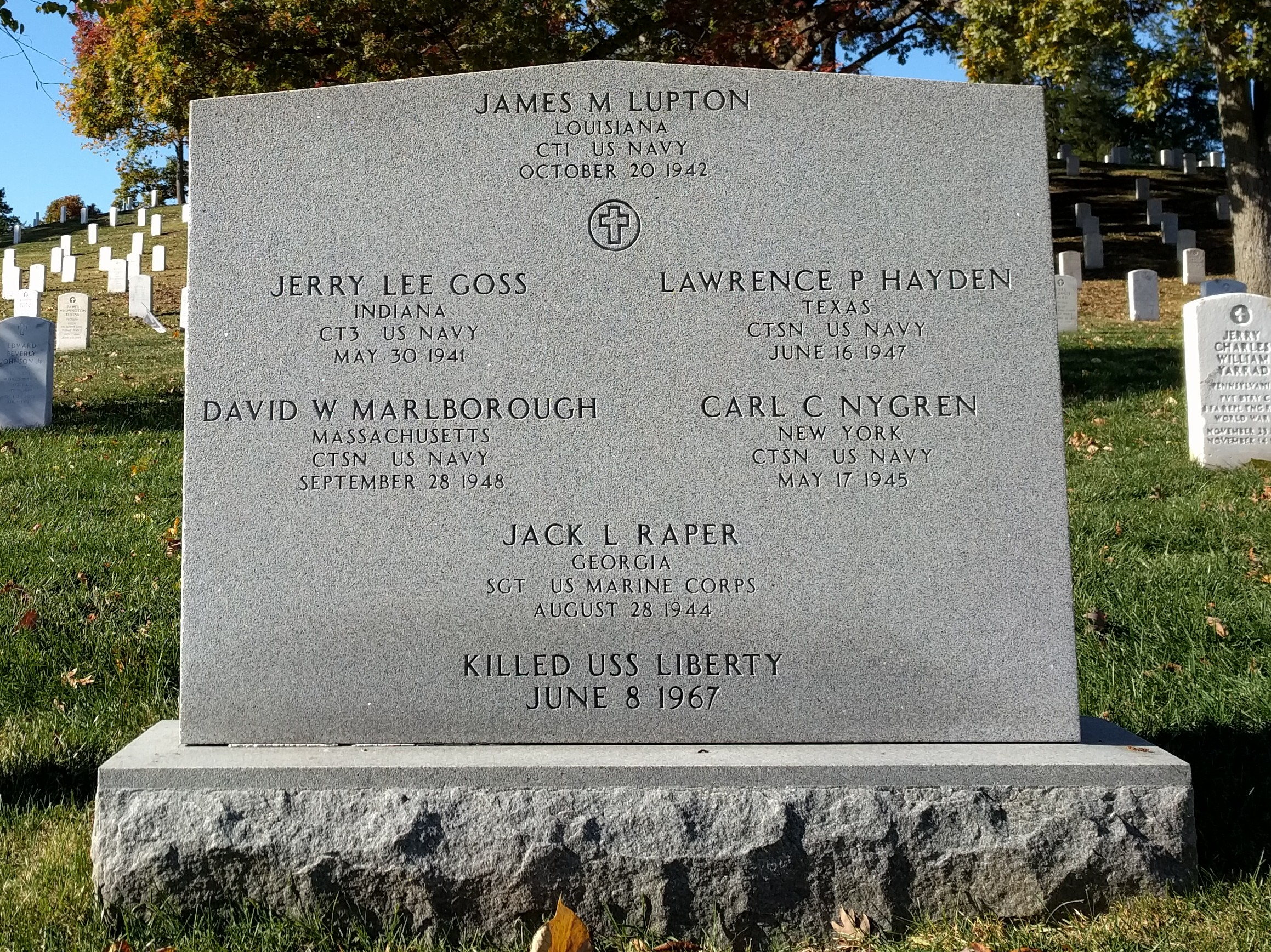

Según las transcripciones de las comunicaciones de radio interceptadas, publicadas por la Agencia de Seguridad Nacional de Estados Unidos, alrededor de las 2:30 de la tarde, cerca del comienzo del ataque con torpedos, se enviaron dos helicópteros de la IAF a la ubicación del Liberty. Los helicópteros llegaron alrededor de las 3:10 p. m., unos 35 minutos después de que el torpedo golpeara el barco. Después de llegar, uno de los pilotos de helicóptero fue invitado por su controlador en tierra a verificar que el barco enarbolaba bandera americana. Los helicópteros realizaron una breve búsqueda de miembros de la tripulación del buque que pudieran haber caído por la borda durante el ataque aéreo. No se encontró a nadie. Los helicópteros dejaron el barco alrededor de las 3:20 p. m.
Aproximadamente a las 4 de la tarde, dos horas después de que comenzara el ataque, Israel informó a la embajada de Estados Unidos en Tel Aviv que sus fuerzas militares habían atacado por error un barco de la Armada de Estados Unidos. Cuando se "confirmó que el barco era americano", los torpederos regresaron a eso de las 4:40 p. m. para ofrecer ayuda; fue rechazado por el Liberty. Más tarde, Israel proporcionó un helicóptero para llevar al barco al comandante Castle, agregado naval de Estados Unidos. (pp. 32, 34)
En Washington, el presidente Lyndon B. Johnson había recibido noticias de los Jefes del Estado Mayor Conjunto de que el Liberty había sido torpedeado por un barco desconocido a las 9:50 de la mañana, hora del este. Johnson asumió que los soviéticos estaban involucrados, y llamó a Moscú con noticias del ataque y el envío de aviones desde el Saratoga. Decidió no hacer ninguna declaración pública y delegó esta tarea en Phil G. Goulding, que en ese momento era secretario adjunto de defensa para asuntos públicos. Poco después, los israelíes dijeron que habían atacado por error el barco. La administración Johnson transmitió "fuerte consternación" al embajador israelí Avraham Harman. Mientras tanto, el primer ministro israelí Levi Eshkol, el ministro de Relaciones Exteriores Abba Eban y el encargado de negocios Ephraim Evron enviaron sus disculpas. En un plazo de 48 horas, Israel ofreció indemnizar a las víctimas y a sus familias.
Aunque el Liberty fue severamente dañada, con un agujero de 39 pies de ancho por 24 pies de alto (12 m × 7.3 m) y una quilla retorcida, su tripulación lo mantuvo a flote, y pudo abandonar el área bajo sus propios medios. Liberty fue recibido más tarde por los destructores USS Davis y USS Massey, y el crucero USS Little Rock. El personal médico fue trasladado al Liberty y escoltada a Malta, donde se le hicieron reparaciones provisionales. Después de que se completaron, en julio de 1967, el Liberty regresó a los Estados Unidos. Fue retirada del servicio en junio de 1968 y eliminado del Registro Naval de Buques. El Liberty fue transferido a la Administración Marítima de los Estados Unidos (MARAD) en diciembre de 1970 y vendida como chatarra en 1973.
Desde el principio, la respuesta a las declaraciones israelíes de identidad equivocada osciló entre la incredulidad franca y la aceptación incondicional dentro de la administración de Washington. El 10 de junio, el Secretario Rusk declaró, entre otras cosas, en una comunicación al embajador israelí:

En el momento del ataque, el USS Liberty enarbolaba la bandera americana y su identificación estaba claramente indicada en grandes letras y números blancos en su casco..... La experiencia demuestra que tanto el pabellón como el número de identificación del buque eran fácilmente visibles desde el aire... Por consiguiente, hay motivos para creer que el USS Liberty fue identificado, o al menos su nacionalidad, por aviones israelíes aproximadamente una hora antes del ataque. ... El posterior ataque de los torpederos, sustancialmente después de que el buque fuera o debiera haber sido identificado por las fuerzas militares israelíes, manifiesta el mismo desprecio temerario por la vida humana.

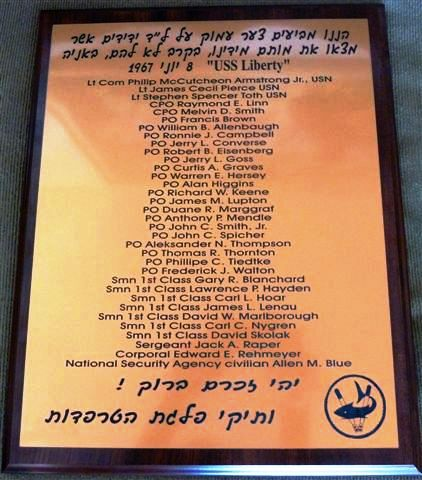
Placa conmemorativa en el Museo Naval Clandestino de Israel. En esta placa se dice: Expresamos nuestro profundo pesar por los treinta y cuatro amigos que murieron a manos nuestras en combates en los que no deberían haber participado. Que su memoria sea bendecida. Veteranos del escuadrón MTB

Según las notas de George Lenczowski: "Fue significativo que, a diferencia de su secretario de Estado, el presidente Johnson aceptara plenamente la versión israelí del trágico incidente." Señala que el propio Johnson solo incluyó un pequeño párrafo sobre el Liberty en su autobiografía en el que aceptaba la explicación israelí, minimizaba el asunto y distorsionaba el número de muertos y heridos, reduciéndolos de 34 a 10 y 171 a 100, respectivamente. Lenczowski afirmó además: Parece que Johnson estaba más interesado en evitar una posible confrontación con la Unión Soviética que en restringir a Israel.
McGonagle recibió la Medalla de Honor, la más alta medalla de Estados Unidos, por sus acciones. La Medalla al Honor es generalmente entregada por el presidente de Estados Unidos en la Casa Blanca, pero esta vez fue otorgada en el Astillero Naval de Washington por el Secretario de la Marina en una ceremonia no divulgada. Otros marineros de Liberty recibieron condecoraciones por sus acciones durante y después del ataque, pero la mayoría de las citaciones de los premios omitieron la mención de que se mencionaba a Israel como el perpetrador. En 2009, sin embargo, se otorgó una Estrella de Plata  al tripulante Terry Halbardier, quien desafió el fuego de ametralladoras y cañones para reparar una antena dañada que restauró la comunicación del barco; en su citación de premio, Israel fue nombrado como el atacante.

## Investigaciones sobre el ataque
La Armada de Estados Unidos, el Estado Mayor Conjunto, la CIA, la Cámara y el Senado de Estados Unidos, la NSA y el gobierno israelí llevaron a cabo varias investigaciones sobre el incidente. Todas las investigaciones sobre el asunto culparon igualmente a la falta de comunicaciones y no encontraron ninguna razón para que alguien involucrado enfrentara cargos criminales.

### Investigaciones del gobierno de EE.UU.

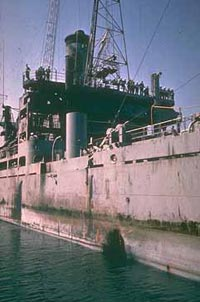
Daño de torpedo al compartimiento de investigaciones del Liberty (lado de Estribor)

Las investigaciones, memorandos, registros de testimonios y varios informes que involucran o mencionan el ataque al Liberty incluyen, pero no se limitan a, lo siguiente:
- Tribunal de Investigación Naval de Estados Unidos de junio de 1967
- Informe del Jefe de Gabinete Conjunto de junio de 1967.
- Memorándums de inteligencia de la CIA de junio de 1967.
- Informe de Clark Clifford de julio de 1967.
- Testimonio del Comité de Relaciones Exteriores del Senado durante las audiencias del proyecto de ley de Autorización de Ayuda Exterior de 1967, julio de 1967
- Investigación del Comité de Servicios Armados de la Cámara de 1971
- Informe de historia de la NSA de 1981

El registro del Tribunal Naval de Investigación de Estados Unidos contiene testimonios de miembros de la tripulación del Liberty, exhibiciones de fotografías de daños del ataque y varios informes. El tribunal concluyó que el registro del testimonio reveló "una investigación superficial, plagada de innumerables desacuerdos entre el capitán y su tripulación". De acuerdo con el registro de procedimientos del Tribunal de Investigación de la Marina, se dedicaron cuatro días a escuchar el testimonio: dos días para catorce sobrevivientes del ataque y varios testigos periciales de la Marina de los Estados Unidos, y dos días parciales para dos testigos periciales de la Marina de los Estados Unidos. No se escuchó ningún testimonio del personal israelí involucrado.
Los registros oficiales de los Estados Unidos sobre el incidente del Liberty fueron designados de alto secreto y cerrados al público en general.  El gobierno de Estados Unidos e Israel declararon conjuntamente que "que el ataque israelí contra el USS Liberty había sido el resultado de un error, y nada más." El almirante Thomas H. Moorer, miembro del Estado Mayor Conjunto en el momento del incidente de Liberty, dijo que «no puede aceptar la afirmación de los israelíes de que se trata de un caso de identidad errónea».
Los Memorandos de la CIA consisten en dos documentos: uno fechado el 13 de junio de 1967, y el otro fechado el 21 de junio de 1967. El memorando del 13 de junio es un "relato de las circunstancias del ataque... compilado a partir de todas las fuentes disponibles". El memorando del 21 de junio es un análisis punto por punto de las conclusiones de hecho de la investigación israelí: "El ataque no se hizo con malicia hacia Estados Unidos y fue por error, pero el hecho de que el Cuartel General de las FDI y el avión atacante no identificaran al Liberty y el posterior ataque de torpederos fueron incongruentes e indicativos de negligencia grave".
El informe Clark Clifford concluyó: "El ataque no provocado contra el Liberty constituye un acto flagrante de negligencia grave por el cual el Gobierno israelí debe ser considerado completamente responsable, y el personal militar israelí involucrado debe ser castigado".
El testimonio de la Comisión de Relaciones Exteriores del Senado contiene, como un aparte durante las audiencias relativas a un proyecto de ley de autorización de ayuda exterior, preguntas y declaraciones de varios senadores y respuestas del entonces Secretario de Defensa, Robert McNamara, sobre el ataque al Liberty. En su mayor parte, los senadores estaban consternados por el ataque, tal como lo expresó el senador Bourke B. Hickenlooper: "Por lo que he leído, no puedo tolerar ni por un minuto que este [ataque] fuera un accidente". El presidente del Comité, J. William Fulbright, expresó su preocupación por obtener más información sobre el ataque: "Pedimos[el] informe de la investigación del ataque hace unas dos semanas y aún no lo hemos recibido del Secretario Rusk. ... Para cuando lleguemos a eso, estaremos en otro tema". El Secretario McNamara prometió la entrega rápida del informe de investigación, "... lo tendrá en cuatro horas", y concluyó su intervención diciendo: "Simplemente quiero enfatizar que el informe de investigación no muestra ninguna evidencia de una intención consciente de atacar una nave estadounidense"
El informe de investigación de la Comisión de Servicios Armados de la Cámara de Representantes, Review of Department of Defense Worldwide Communications no fue una investigación centrada en el ataque al Liberty, aunque contiene una sección que describe el flujo de comunicaciones relacionadas con el incidente de Liberty.
El informe histórico de la Agencia de Seguridad Nacional (NSA) es, como su nombre lo indica, un informe histórico que cita el registro del Tribunal Naval de Investigación de Estados Unidos, varios mensajes y memorandos militares y gubernamentales, así como entrevistas personales para su contenido. El informe termina con una sección titulada "Preguntas sin respuesta", y no llega a ninguna conclusión sobre la culpabilidad: "Cada entrevista oficial de numerosos tripulantes del Liberty daba pruebas consistentes de que el navío enarbolaba una bandera americana y, además, las condiciones climáticas eran ideales para asegurar su fácil observancia e identificación".
La USS Liberty Veterans Association, integrada por veteranos del buque, afirma que las investigaciones del Congreso de los Estados Unidos y otras investigaciones de Estados Unidos no fueron en realidad investigaciones sobre el ataque, sino más bien informes en los que se utilizan pruebas procedentes únicamente del Tribunal de Investigación de la Armada de Estados Unidos, o investigaciones no relacionadas con la culpabilidad que involucraban cuestiones como las comunicaciones.  El Tribunal de Investigación de la Marina es la única investigación real sobre el incidente hasta la fecha. Dicen que se llevó a cabo apresuradamente, en solo diez días, a pesar de que el presidente del tribunal, el Contraalmirante Isaac Kidd, dijo que se tardaría seis meses en llevarla a cabo correctamente. Los términos de referencia de la investigación se limitaban a determinar si las deficiencias de la tripulación del Liberty habían contribuido a las lesiones y muertes que resultaron del atentado.
Los Archivos Nacionales en College Park, Maryland, no incluyen evidencia que sugiera que la información obtenida por el Liberty aumentó la ya detallada imagen de Washington de los acontecimientos en el frente del Golán y las intenciones de Israel allí.

### Investigaciones del gobierno israelí
Según una carta del Ministerio de Asuntos Exteriores de Israel a la Embajada de Israel en Washington:

En la grave situación que se ha creado, la única manera de suavizar el resultado es que podamos anunciar al gobierno de los Estados Unidos ya hoy que tenemos la intención de procesar a la gente por este desastre. ... Es crucial que nuestro anuncio sobre el enjuiciamiento de los culpables se haga público antes -repito, antes- de la publicación del informe estadounidense aquí.

Dos informes posteriores de la investigación israelí y un informe histórico concluyeron que el ataque se llevó a cabo porque se confundió  al Liberty con un barco egipcio debido a fallos en las comunicaciones entre Israel y los EE. UU. Los tres informes israelíes fueron:
- Investigación de hechos por el Coronel Ram Ron ("Informe Ram Ron"-junio de 1967)[68]
- Investigación preliminar (Hearing) por el juez de instrucción Yeshayahu Yerushalmi ("Yerushalmi Report"-julio 1967).[69] (Adjudicación de quejas por negligencia de la FID)
- Informe Histórico "El Incidente de la Libertad"-Informe del Departamento de Historia de la FID (1982).[70]

En el informe histórico, se reconoció que el cuartel general de las FDI sabía al menos tres horas antes del ataque que el barco era "un barco de vigilancia electromagnética de audio de la Marina de los Estados Unidos", pero concluyó que esta información simplemente "se había perdido, nunca se había pasado a los controladores de tierra que dirigieron el ataque aéreo ni a las tripulaciones de los tres torpederos israelíes".
El gobierno israelí dijo que se cometieron tres errores cruciales: la actualización de la tabla de estatus (eliminando la clasificación del barco como americano, de modo que el cambio posterior no lo identificó), la identificación errónea del barco como un barco egipcio, y la falta de notificación por parte de la aeronave que regresaba informando a la sede israelí de las marcas en la parte frontal del casco, marcas que no se encontrarían en un barco egipcio. Como raíz común de estos problemas, Israel culpó a la combinación de alarma y fatiga experimentada por las fuerzas israelíes en ese momento de la guerra cuando los pilotos estaban severamente sobrecargados de trabajo.
Después de llevar a cabo su propia investigación y revisar las pruebas, la decisión del Juez Yerushalmi fue: No he descubierto ninguna desviación del estándar de conducta razonable que justifique el encarcelamiento de alguien para el juicio. En otras palabras, no encontró negligencia de ningún miembro de las FDI asociado con el ataque.

## Controversias en curso y cuestiones sin resolver
Algunos oficiales de inteligencia y militares cuestionan la explicación de Israel, escribió Dean Rusk, Secretario de Estado de Estados Unidos en el momento del incidente:

Nunca me satisfizo la explicación israelí. Su ataque sostenido para incapacitar y hundir al Liberty impidió un ataque por accidente o a algún comandante local de gatillo fácil. Por vía diplomática nos negamos a aceptar sus explicaciones. No les creí entonces, y no les creo hasta el día de hoy. El ataque fue escandaloso.

El teniente de navío retirado James Ennes, un oficial subalterno (y oficial saliente de la cubierta) en el puente del Liberty en el momento del ataque, escribió un libro titulado Assault on the Liberty (Asalto al Liberty) en el que describía el incidente y decía, entre otras cosas, que el ataque fue deliberado. Ennes y Joe Meadors, también sobrevivientes del ataque, tienen un sitio web sobre el incidente. Meadors afirma que la clasificación del ataque como deliberado es la política oficial de la USS Liberty Veterans Association, a la que pertenecen los supervivientes y otros exmiembros de la tripulación. Otros supervivientes tienen varios sitios web adicionales. Citando el libro de Ennes, Lenczowski anota: El personal de Liberty recibió órdenes firmes de no decir nada a nadie sobre el ataque, y la investigación naval se llevó a cabo de tal manera que le valió el nombre de "encubrimiento".
En 2002, el Capitán Ward Boston, JAGC, de la Armada de los Estados Unidos, abogado principal del Tribunal de Investigación, dijo que las conclusiones del Tribunal de Investigación tenían por objeto encubrir lo que era un ataque deliberado de Israel contra un barco que los israelíes sabían que era estadounidense. En 2004, en respuesta a la publicación del libro de A. Jay Cristol «The Liberty Incident», que según Boston era un "intento insidioso de encubrir los hechos", Boston preparó y firmó una declaración jurada en la que decía que el Almirante Kidd le había dicho que el gobierno le había ordenado a Kidd que informara falsamente de que el ataque era un error, y que tanto Boston como Kidd creían que el ataque había sido deliberado. Cristol escribió acerca de las cualificaciones profesionales e integridad de Boston, en la página 149 de su libro:

Boston trajo dos activos especiales además de su habilidad como abogado de la Marina. Había sido aviador naval en la Segunda Guerra Mundial y por lo tanto tenía una visión más allá de la de uno calificado sólo en la ley. Además, Kidd lo conocía como un hombre íntegro. En un asunto anterior, Boston había estado dispuesto a chocar con Kidd cuando Boston sintió que era más importante hacer lo correcto que buscar el favor del anciano que escribiría su informe de aptitud física.

- A. Jay Cristol, El incidente de la libertad

Cristol dijo que cree que Boston no está diciendo la verdad sobre los puntos de vista de Kidd y cualquier presión del gobierno de Estados Unidos. Cristol, que también sirvió como oficial del Juez General de la Marina de Estados Unidos, sugiere que Boston fue responsable en parte de las conclusiones originales de la Corte de Investigación y que, al declarar más tarde que eran falsas, Boston ha admitido haber "mentido bajo juramento". Cristol también señaló que las declaraciones de Boston sobre la presión sobre Kidd fueron rumores, y que Kidd no estaba vivo para confirmarlos o negarlos y que Boston no mantuvo, antes de su declaración jurada y comentarios relacionados con ella, que Kidd habló de tales instrucciones a Boston o a otros. Cristol también proporciona una carta manuscrita de 1991 del Almirante Kidd que, según Cristol, sugiere que Ward Boston tiene una memoria defectuosa o una imaginación vívida. Según James Ennes, sin embargo, el Almirante Kidd instó a Ennes y a su grupo a seguir presionando por una investigación abierta del Congreso.
Los siguientes argumentos, que se encuentran en informes oficiales u otras fuentes, se publicaron para apoyar la hipótesis de que el ataque se debió a un error de identidad:
- Los accidentes y los errores ocurren en tiempos de guerra. El periodista Ze'ev Schiff dio un ejemplo de un incidente de fuego amigo en el que una aeronave israelí bombardeó una columna blindada israelí al sur de la ciudad de Yenín, en Cisjordania, el día antes del ataque contra el Liberty.[81]
- El incidente tuvo lugar durante la guerra de los Seis Días, cuando Israel estaba librando batallas con dos países árabes y preparándose para atacar a un tercero, creando un entorno en el que prevalecían los errores y la confusión. Por ejemplo, a las 11:45, unas horas antes del ataque, hubo una gran explosión en las costas de El Arsenal seguida de humo negro, probablemente causada por la destrucción de un depósito de municiones por las fuerzas egipcias en retirada. El ejército israelí pensó que la zona estaba siendo bombardeada, y que un barco no identificado en alta mar era el responsable.
- Cuando los torpederos se acercaron, Liberty abrió fuego contra ellos. McGonagle dijo que se sentía seguro de que los capitanes de los torpederos creían que estaban bajo fuego del Liberty. El Alférez Lucas, testificó que dio permiso para disparar la ametralladora de nivel 03 después de que los torpederos comenzaron a disparar al Liberty. Más tarde, cuando el arma no estaba tripulada, el calor de un incendio cercano aparentemente causó la explosión de las ametralladoras.[18]
- El Almirante Shlomo Erell, jefe de la Armada israelí en 1967, declaró que no se ha presentado ningún argumento de beneficio exitoso para que Israel ataque deliberadamente un buque de guerra estadounidense, especialmente considerando el alto costo de las complicaciones predecibles que seguirían a un ataque contra un poderoso aliado. También señaló que Israel notificó a la embajada estadounidense inmediatamente después del ataque.[82]

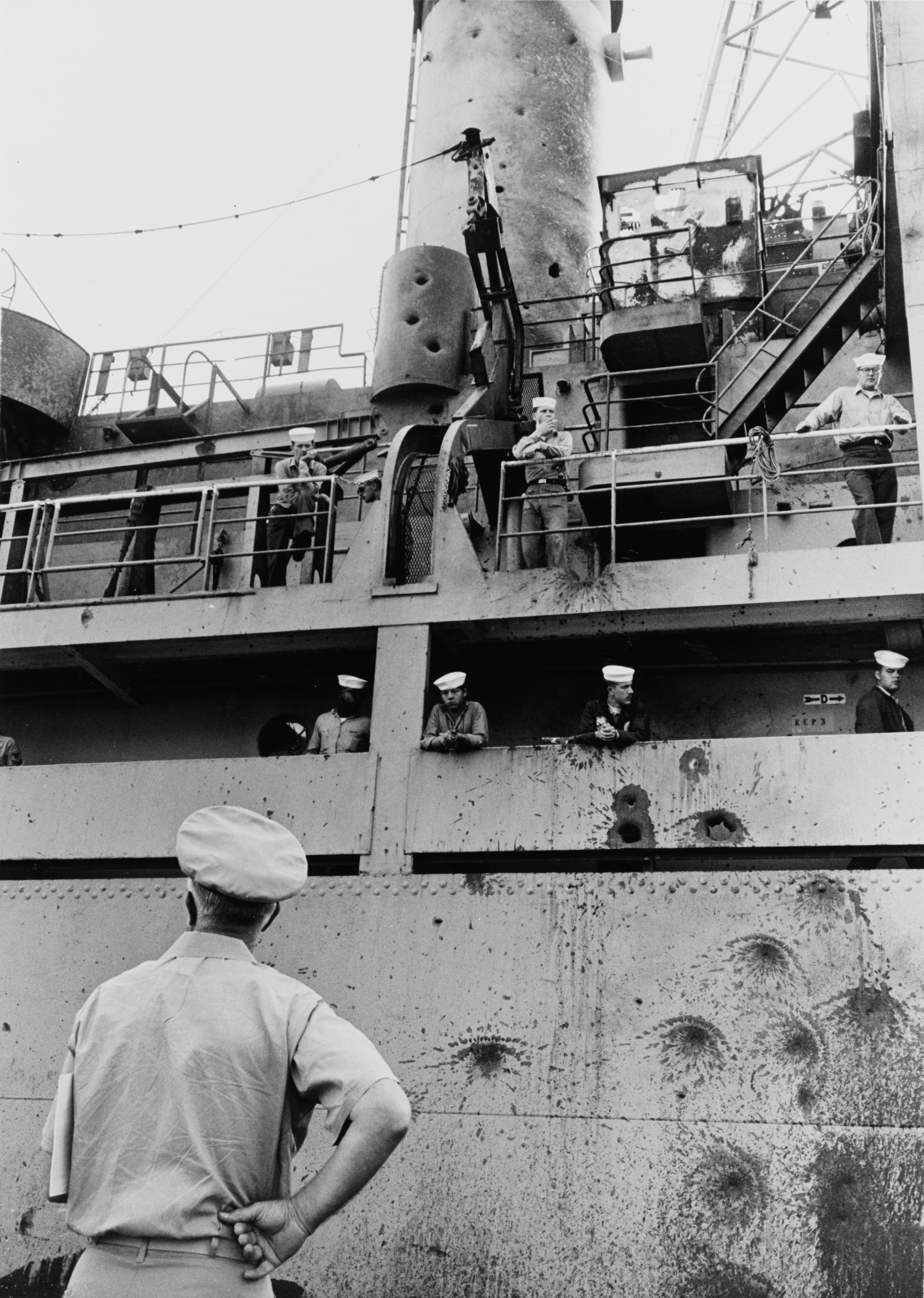
En el medio del casco de estribor y daño de ataque de superestructura

Varios libros y el documental de la BBC USS Liberty: Dead in the Water argumentó que Liberty fue atacada para evitar que Estados Unidos supiera del próximo ataque en los Altos del Golán, que violaría un alto el fuego acordado por el gobierno de Israel, pero Siria no aceptó el alto el fuego hasta el 9 de junio, después del ataque al Liberty. El autor ruso Joseph Daichman, en su libro Historia del Mossad, afirma que Israel se estaba justificado para atacar al Liberty Israel sabía que las señales de radio estadounidenses eran interceptadas por la Unión Soviética y que los soviéticos ciertamente informarían a Egipto del hecho de que, al mover tropas a los Altos del Golán, Israel había dejado indefensa la frontera egipcia.
Lenczowski señala que mientras que la decisión israelí de "atacar y destruir" el barco "puede parecer desconcertante", la explicación parece encontrarse en la naturaleza del Liberty y su tarea de controlar las comunicaciones de ambos bandos en la zona de guerra. Escribe que el conocimiento oportuno de su decisión de invadir Siria y de las medidas preparatorias hacia ella "podría haber frustrado los designios israelíes para la conquista de los Altos del Golán de Siria" y, en el sentido de las acusaciones de Ennes, proporciona "una tesis plausible de que Israel decidió deliberadamente incapacitar a la nave estadounidense que recogía las señales y no dejar a nadie vivo para que contara la historia del ataque".
El embajador estadounidense en Israel, Barbour, había informado el día del ataque de Liberty que "no se sorprendería" de un ataque israelí contra Siria, y el jefe de inteligencia de las FDI le dijo a un ayudante de la Casa Blanca entonces en Israel que "todavía quedaba el problema de Siria y quizás sería necesario darle un golpe a Siria".
El libro Armas de Russell Warren Howe de 1981 dice que el Liberty estaba acompañado por el submarino de clase Lafayette USS Andrew Jackson, armado con misiles balísticos Polaris, que filmó todo el episodio a través de su periscopio, pero no pudo proporcionar ayuda.
James Bamford, exproductor de ABC News, dice en su libro de 2001 Body of Secrets que Israel atacó deliberadamente al Liberty para impedir el descubrimiento de lo que describió como crímenes de guerra, incluido el asesinato de prisioneros de guerra egipcios por parte de las FDI, que, según él, se estaba produciendo más o menos al mismo tiempo en la cercana ciudad de El-Arish. Sin embargo, según la CÁMARA, su afirmación de que 400 egipcios fueron ejecutados ha sido puesta en duda ya que los reporteros presentes en la ciudad afirmaron que había habido una gran batalla y que ésta era la causa principal de las bajas. Bamford también declaró que el testigo presencial Gabi Bron había afirmado que había visto a 150 personas ejecutadas por las tropas israelíes en El-Arish. Sin embargo, Gabi Bron afirmó que solo había visto a 5 personas ejecutadas por las tropas israelíes.
El comunicado de prensa para el documental de la BBC Dead in the Water afirma que las nuevas grabaciones y otras pruebas sugieren que el ataque fue una "osada maniobra de Israel para fingir un ataque egipcio" para dar a Estados Unidos una razón para entrar en la guerra contra Egipto. Afirmó que el presidente Lyndon B. Johnson lanzó presuntamente aviones con armas nucleares contra El Cairo desde un portaaviones estadounidense en el Mediterráneo. Los aviones fueron retirados justo a tiempo, cuando estaba claro que el Liberty no había sido hundida y que Israel había llevado a cabo el ataque. Una fuente de información para el avión que está siendo armado con armas nucleares, dijo James Ennes más tarde:

Está claro que me equivoqué sobre los aviones implicados, ya que los F4 no llevan armas nucleares. Otros me dicen que los aviones que fueron lanzados llevaban misiles Bullpup, que fácilmente podrían confundirse con bombas nucleares. Y mucho más tarde nos enteramos de que el USS America estaba involucrado en un simulacro de carga de armas nucleares en el mismo momento en que el barco se enteró del ataque contra el Liberty y que este simulacro es un factor que retrasó la respuesta de Estados Unidos a nuestro llamado de ayuda. También es posible que esas fueran las armas vistas por nuestras fuentes.

También confunde este asunto un informe oral de historia de la Embajada de Estados Unidos en El Cairo, ahora en la Biblioteca LBJ, que señala que la Embajada recibió un mensaje urgente de Washington advirtiendo que El Cairo estaba a punto de ser bombardeado por las fuerzas estadounidenses, presumiblemente en represalia por el ataque de USS Liberty. Ese extraño mensaje nunca fue explicado ni cancelado.
El video también proporciona evidencia de rumores de una alianza encubierta de agencias de inteligencia estadounidenses e israelíes.
El Almirante Thomas H. Moorer, exjefe del Estado Mayor Conjunto y crítico de la versión oficial de los hechos del Gobierno de los Estados Unidos, presidió una investigación no gubernamental sobre el ataque al Liberty en 2003. El comité, que incluía al ex embajador de Estados Unidos en Arabia Saudita, James E. Akins, encontró a Israel culpable y sugirió varias teorías sobre los posibles motivos de Israel, incluyendo el deseo de culpar a Egipto y así llevar a Estados Unidos a la guerra de los Seis Días.
Según John Loftus y Mark Aarons en su libro, The Secret War Against the Jews, el  Liberty fue atacada porque los israelíes sabían que la misión del barco era monitorear las señales de radio de las tropas israelíes y pasar información sobre el movimiento de tropas a los egipcios.

## Cintas NSA y desarrollos posteriores
La NSA informó que no hubo intercepciones por radio del ataque realizado por el propia Liberty, ni tampoco hubo intercepciones por radio del submarino estadounidense  USS Amberjack. Una hora después de enterarse de que el Liberty había sido torpedeada, el director de la Agencia de Seguridad Nacional de Estados Unidos, LTG Marshall S. Carter, envió un mensaje a todos los sitios de intercepción solicitando una búsqueda de comunicaciones que pudieran estar relacionadas con el ataque o con cualquier reacción al mismo. La única comunicación de este tipo reportada fue interceptada por un avión EC-121 de la Armada de los Estados Unidos que voló cerca de los ataques de 2:30 p. m. a 3:27 p. m., hora del Sinaí (1230 a 1327 hora Zulú); había recogido conversaciones de voz entre dos pilotos de helicópteros israelíes y la torre de control en el Aeródromo de Hatzor después del ataque contra el Liberty.
El 2 de julio de 2003, la NSA publicó copias de estas grabaciones y sus traducciones y resúmenes. Estas revelaciones fueron obtenidas como parte de una demanda de la Ley de Libertad de Información por el juez de quiebras de Florida y el aviador naval retirado Jay Cristol. Dos lingüistas que estaban a bordo del EC-121 cuando se hicieron las grabaciones dijeron por separado que se habían hecho por lo menos dos cintas adicionales que habían sido retenidas.  Las traducciones al inglés de las cintas publicadas indican que los israelíes hablaron de chocar contra un barco de suministros egipcio incluso después del final del ataque. Los helicópteros de rescate retransmitieron peticiones urgentes de que los rescatadores pidieran al primer superviviente que sacara del agua cuál era su nacionalidad; se discutió si los supervivientes hablarían en árabe.
Un resumen de las cintas traducidas por la NSA indica que en 1234Z el control aéreo de Hatzor comenzó a dirigir dos helicópteros de la Fuerza Aérea Israelí a un buque de guerra egipcio, para rescatar a su tripulación: Esta nave ha sido identificada como egipcia. Los helicópteros llegaron cerca del barco alrededor de 1303Z: Veo un gran barco, cerca de él hay tres pequeños barcos.... En 1308Z, el control aéreo de Hatzor indicaba preocupación por la nacionalidad de la tripulación del buque: Lo primero que hay que aclarar es averiguar cuál es su nacionalidad. En el 1310Z, uno de los pilotos de helicóptero preguntó al Comandante de División de los torpedos cercanos sobre el significado del número de casco del barco: GTR5 está escrito en él. ¿Significa esto algo? La respuesta fue: Negativo, no significa nada. En el 1312Z, se le preguntó a uno de los pilotos de helicóptero por el control aéreo: ¿Identificaste claramente una bandera americana? No aparece ninguna respuesta en la transcripción, pero el controlador aéreo dice: Le pedimos que haga otra pasada y compruebe una vez más si se trata realmente de una bandera americana. Una vez más, no aparece ninguna respuesta en la transcripción. Alrededor de 1314Z, los helicópteros fueron dirigidos  a casa.
El 10 de octubre de 2003, el Jerusalem Post concedió una entrevista a Yiftah Spector, uno de los pilotos que participó en el ataque: no había ninguna bandera. La entrevista también contiene las transcripciones de las comunicaciones israelíes sobre la Libertad. Sin embargo, el periodista que transcribió las cintas para ese artículo, Arieh O'Sullivan, confirmó posteriormente que "las cintas de la Fuerza Aérea israelí que escuchó contenían espacios en blanco". Según documentos desclasificados de la NSA: Cada entrevista oficial de numerosos tripulantes del Liberty daba pruebas consistentes de que la Liberty ondeaba una bandera americana y, además, las condiciones climáticas eran ideales para asegurar su fácil observación e identificación.
El 8 de junio de 2005, el USS Liberty Veterans Association presentó un «Informe de crímenes de guerra cometidos contra las fuerzas armadas de Estados Unidos el 8 de junio de 1967» ante el Departamento de Defensa (DoD). Dicen que la Directiva 2311.01E del Departamento de Defensa exige que el Departamento de Defensa lleve a cabo una investigación exhaustiva de las acusaciones contenidas en su informe. El Departamento de Defensa ha respondido que no se llevaría a cabo una nueva investigación ya que un Tribunal de Investigación de la Marina ya había investigado los hechos y circunstancias que rodearon el ataque.
En 2006, la NSA aún no había desclasificado las "cajas y cajas" de documentos del Liberty. Numerosas solicitudes bajo ambas directivas de desclasificación y la Ley de Libertad de Información están pendientes con varias agencias incluyendo la NSA, la Agencia Central de Inteligencia y la Agencia de Inteligencia de Defensa. "El 8 de junio de 2007, la Agencia de Seguridad Nacional publicó cientos de documentos adicionales desclasificados sobre el ataque israelí contra el buque de interceptación de comunicaciones USS Liberty, el 8 de junio de 1967".
El 2 de octubre de 2007, el Chicago Tribune publicó un informe especial sobre el ataque, que contenía numerosas citas de exmilitares que no se habían reportado anteriormente y que conocían de primera mano el incidente. Muchas de estas citas contradicen directamente la posición de la NSA de que nunca interceptó las comunicaciones de los pilotos israelíes atacantes, diciendo que no solo existían transcripciones de esas comunicaciones, sino que también mostraban que los israelíes sabían que estaban atacando un buque naval estadounidense.
Dos cables diplomáticos escritos por Avraham Harman, embajador de Israel en Washington, a Abba Eban, ministro de Asuntos Exteriores de Israel, han sido desclasificados por Israel y obtenidos del Archivo Estatal de Israel. El primer cable, enviado cinco días después del ataque, informa a Eban que un informante estadounidense le dijo (Harman) que había "pruebas claras de que desde cierta etapa el piloto descubrió la identidad de la nave y continuó el ataque de todos modos".El segundo cable, enviado tres días después, agregó que la Casa Blanca está "muy enojada" porque "los estadounidenses probablemente tienen hallazgos que demuestran que nuestros pilotos sabían que el barco era estadounidense" Los documentos de las reuniones del Estado Mayor israelí, desclasificados en octubre de 2008, no muestran ninguna discusión sobre un ataque planeado contra un barco estadounidense.
El 30 de octubre de 2014, Al Jazeera emitió un documental que contenía relatos recientes de primera mano de varios supervivientes del incidente. El documental sostiene que Israel sabía que el barco era estadounidense y tenía previsto culpar a Egipto de su hundimiento para atraer a Estados Unidos a la guerra al lado israelí.

## Detalles en disputa

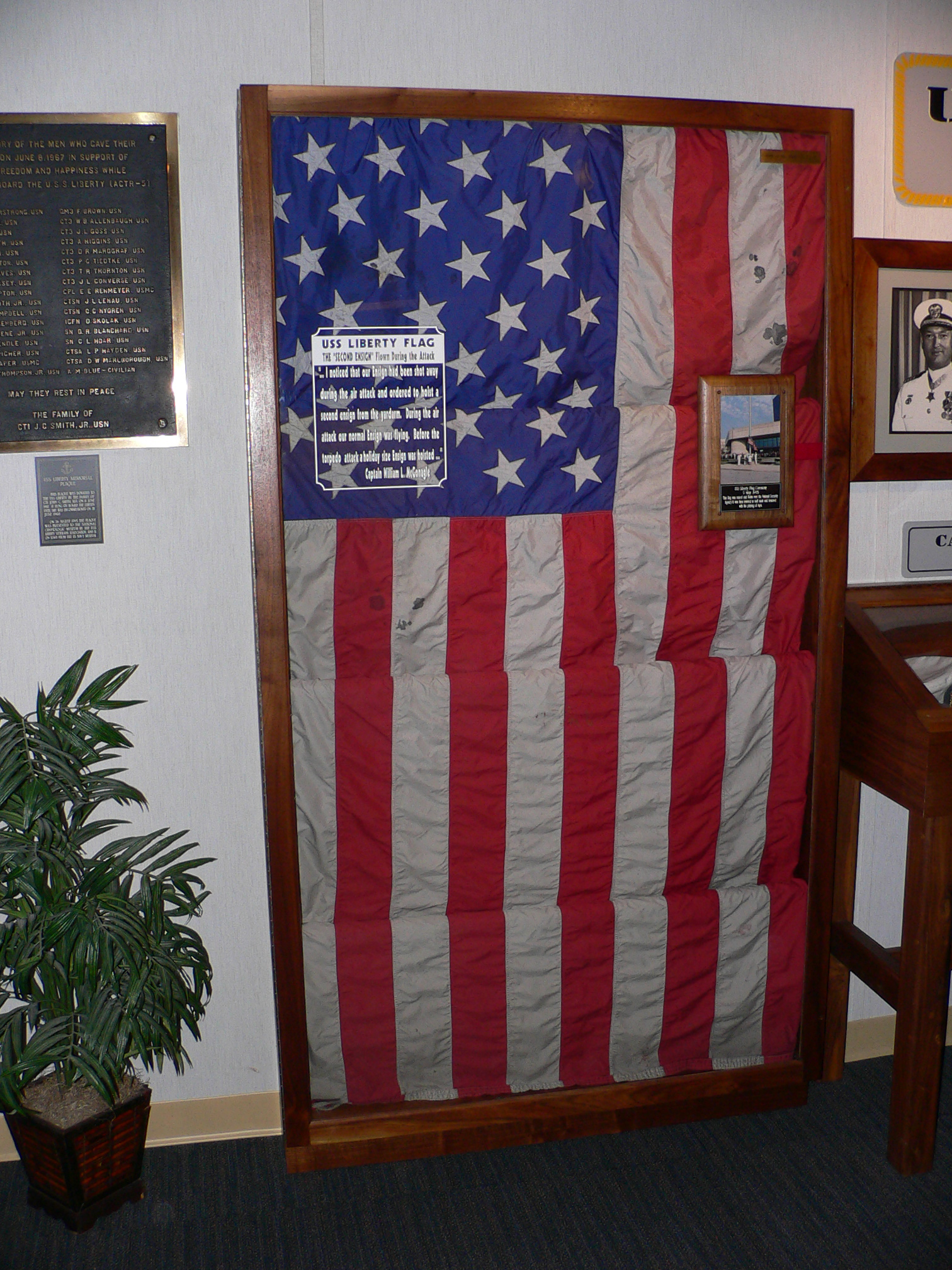
El "Segundo alférez" flotó durante el ataque. Los informes de investigación de las Fuerzas de Defensa de Israel dicen que sus pilotos y el comandante del torpedero no vieron banderas durante el ataque

Muchos de los acontecimientos que rodearon el ataque son objeto de controversia:
- Visibilidad de la bandera americana: Los informes oficiales israelíes dicen que los pilotos de los aviones de reconocimiento y de combate y los capitanes de los torpedos no vieron ninguna bandera en el Liberty. Los informes oficiales estadounidenses dicen que el Liberty enarbolaba su bandera antes, durante y después del ataque; la única excepción fue un breve período en el que una bandera fue derribada y reemplazada por una bandera más grande. Los helicópteros enviados al lugar del ataque para prestar asistencia después del ataque aéreo notaron una bandera americana ondeando desde el barco casi inmediatamente después de su llegada al lugar del ataque[108] e informaron a su controlador.
- Percepciones de los tripulantes de los EE.UU. de la intención: Los tripulantes supervivientes del Liberty dicen que el ataque de Israel contra el barco fue "deliberado" y con pleno conocimiento de que el barco era estadounidense. La investigación israelí y los informes históricos coinciden en que el ataque fue deliberado, pero contra lo que creían que era un barco egipcio.

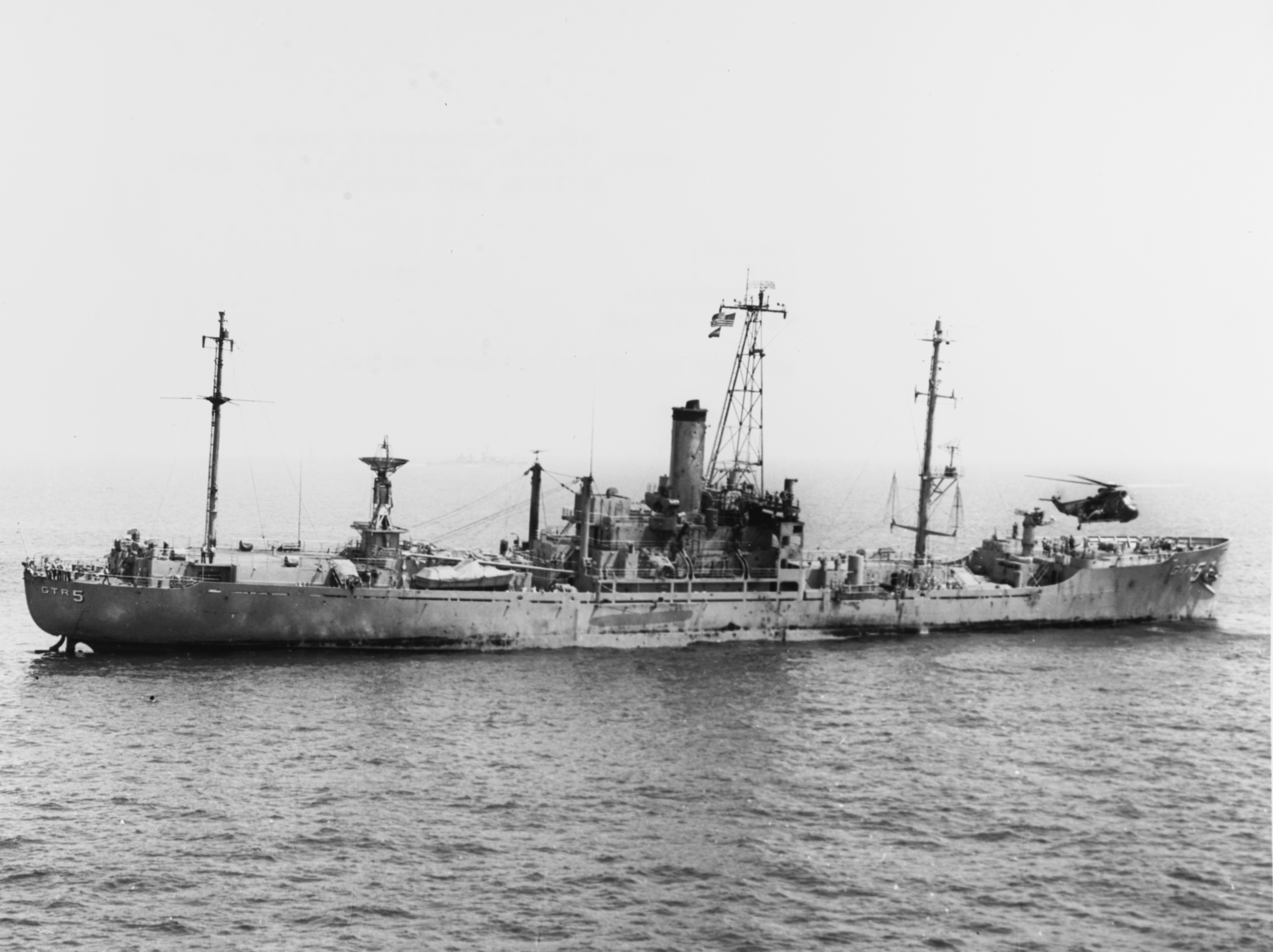
USS Liberty dañado un día después del ataque (9 de junio de 1967)

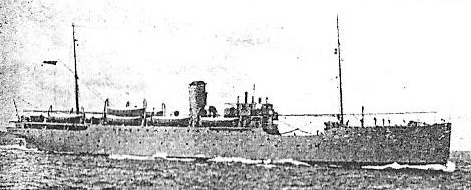
Un buque auxiliar de la marina egipcia

- Distinción de la apariencia del USS Liberty: Se discute si el Liberty habría sido inmediatamente reconocible como un barco diferente del egipcio El Quseir. El Almirante Tom Moorer declaró que el Liberty era el barco más identificable de la Marina de los Estados Unidos y en una entrevista con el Washington Post declaró que era "ridículo" sugerir que no sería identificado como tal. Israel afirma en su investigación e informes históricos que la identificación como el Quseir fue hecha por los torpederos mientras que el Liberty estaba envuelto en humo y se basaba en "The Red Book", una guía de flotas árabes que no incluía barcos estadounidenses (Web site with images of both ships Archivado el 10 de marzo de 2009 en Wayback Machine.).
- Marcas de identificación: Liberty tenía un "5" de ocho pies de alto y un "GTR" de cuatro pies de alto a lo largo de la proa, indicando claramente el número de su casco (o "banderín") (AGTR-5), y tenía letras de 18 pulgadas (460 mm) de alto que deletreaban el nombre del barco en la popa. Estas marcas no eran en letra cursiva árabe, sino en alfabeto latino. Los pilotos israelíes dijeron inicialmente que se preocupaban principalmente por asegurar que el barco no fuera un buque de guerra israelí y que terminaron el ataque aéreo cuando notaron las marcas del alfabeto latino.[109]
- Identificación de la nave conocida durante el ataque: Un libro de James Bamford[110] publicado en 2001 dice que las intercepciones secretas de la NSA indican que los pilotos israelíes tenían pleno conocimiento de que estaban atacando una nave estadounidense.[111] El sitio web de la NSA niega que haya grabaciones estadounidenses del ataque en sí mismo; esto es discutido por varios especialistas de inteligencia que dicen que han leído las transcripciones originales.

- Esfuerzo de identificación: La tripulación americana dice que la aeronave atacante no pasó por encima del Liberty, sino que comenzó a disparar inmediatamente. Israel dice que se hicieron varios pases de identificación. El Tribunal Naval de Investigación, basado en la cronología de los acontecimientos israelíes, determinó: Del hecho de que en un plazo aproximado de 15 minutos se transmitió la solicitud (de que se despacharan aeronaves), se recibió, se tomó una decisión de mando, se despacharon aeronaves y se lanzó el ataque, de lo cual se deduce que no se dedicó mucho tiempo a identificar el buque desde el aire antes de que se lanzara el ataque[112]
- Velocidad de la nave: Según informes israelíes, el barco torpedero hizo mediciones erróneas que indicaban que el Liberty estaba navegando a 30 nudos (35 mph; 56 km/h). La doctrina naval israelí en ese momento exigía que un buque que viajara a esa velocidad se considerara un buque de guerra. Un segundo barco calculó que la velocidad del Liberty era de 28 nudos (32 mph; 52 km/h). La velocidad máxima sostenida de Liberty era de solo 17,5 kn (20,1 mph; 32,4 km/h), 21 kn (24 mph; 39 km/h). Según las conclusiones del Tribunal de Investigación, el buque estaba navegando a 5 nudos en el momento del ataque.

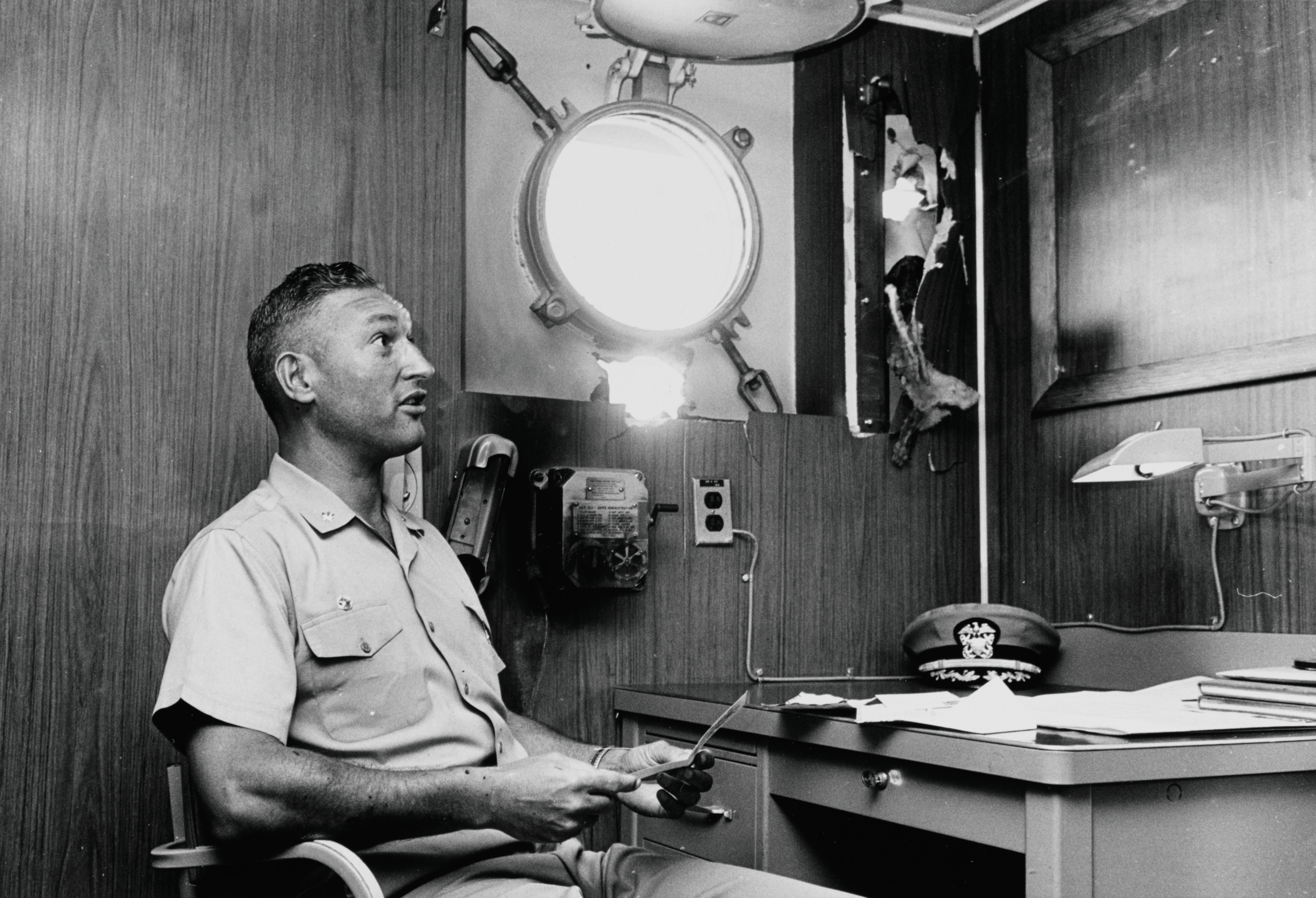
El comandante W.L. McGonagle en su camarote dañado después del ataque

- Motivo: James Bamford, entre otros, dice que un posible motivo era impedir que Estados Unidos escuchara a escondidas las actividades militares israelíes y vigilara los acontecimientos que tenían lugar en la cercana Gaza.[111] En un estudio del incidente en el que se concluía que no había pruebas suficientes para apoyar un ataque accidental o deliberado, el coronel Peyton E. Smith escribió sobre la posibilidad de que "el ataque fue muy probablemente deliberado por razones demasiado sensibles para ser reveladas por el gobierno de EE.UU. o Israel y que la verdad puede que nunca se sepa".[113] El autor y exmiembro de la tripulación, James M. Ennes, teorizó, en el epílogo de su libro Assault on the Liberty (Asalto al Liberty), que el motivo era impedir que la tripulación del barco monitoreara el tráfico de radio que podría revelar a Israel como el agresor en su inminente invasión de Siria, a la que la Casa Blanca se oponía. Según la Liga Antidifamación "el argumento de que Israel atacó a sabiendas a un barco americano siempre ha carecido de un motivo convincente".[114]
- Marcas de aviones israelíes: La USS Liberty Veterans Association dice que los aviones israelíes atacantes no estaban marcados,[76] pero un miembro de la tripulación recuerda haber visto llorar a un oficial judío al ver la estrella azul de David en sus fuselajes.[7] Los torpederos que atacaron al Liberty ondeaban la bandera israelí.[44]
- Atascos: Durante el testimonio ante el Tribunal Naval de Investigación de los Estados Unidos, Wayne L. Smith, Jefe Radioman, testificó que las comunicaciones por radio se interrumpieron de manera intermitente. El Contraalmirante Kidd (miembro de alto rango del Tribunal de Investigación de la Marina) informó: "Liberty reportó interferencia discriminatoria en ciertos circuitos de voz y  CW justo antes y durante el ataque individual de cada aeronave." Ninguna de las investigaciones o informes de las Fuerzas de Defensa de Israel confirma o niega la interferencia de radiofrecuencia.
- La interferencia como motivo: Un informe de la UPI publicado por The Washington Star el 19 de septiembre de 1977 indicaba que documentos de la CIA obtenidos por el Comité Palestino Americano sugerían que el ministro de defensa israelí Moshe Dayan ordenó el ataque porque el Liberty estaba interfiriendo las comunicaciones israelíes. Un documento de la CIA fechado el 23 de junio de 1967 decía que Liberty había estado interfiriendo las comunicaciones israelíes. Otro documento de la CIA fechado el 9 de noviembre de 1967 citaba a informantes no identificados de la agencia diciendo que Dayan ordenó personalmente el ataque; la CIA dijo que los documentos eran "no evaluados en cuanto a su exactitud".[115]
- Las acciones de los barcos israelíes después del impacto del torpedo:  Oficiales y hombres del Liberty dicen que después del ataque con torpedos y la orden de abandonar el barco, los torpederos de motor ametrallaron la parte superior del barco con disparos automáticos que impedían que los hombres escaparan por debajo, y ametrallaron o confiscaron las balsas salvavidas vacías que habían sido puestas a flote.[116][77] Las FDI dicen que Liberty no fue atacada después del ataque con torpedos y que se pescó una balsa de rescate desde el agua mientras se buscaban supervivientes.[117]
- Israel ofrece ayuda: El capitán de la Liberty, varios tripulantes de la Liberty y los israelíes declararon que se ofrecía ayuda, pero en momentos diferentes. La bitácora del Liberty's Deck, firmada por el capitán, tiene una entrada a las 15:03 que dice: "Una MTB regresó a la nave y señaló:'¿Necesita ayuda?'. "El Informe de Historia de las Fuerzas de Defensa de Israel y el informe de Ram Ron dicen que la ayuda fue ofrecida a las 16:40 y que la oferta fue rechazada.[117][47]
- Intentos de rescate de los EE.UU: Al menos dos intentos de rescate fueron lanzados desde portaaviones estadounidenses cercanos, pero fueron retirados, según el oficial superior del Grupo de Seguridad Naval de Liberty, el teniente comandante David Lewis. Lewis hizo una grabación de audio y más tarde escribió acerca de una reunión con el 6.º Contraalmirante de la Flota, Lawrence Geis, solicitada en sus camarotes:

Me dijo que como yo era el superviviente de Liberty más antiguo a bordo, quería decirme en confianza lo que realmente había sucedido. Me dijo que al recibir nuestro SOS, se lanzaron aviones para ayudarnos y luego se notificó a Washington. Dijo que el Secretario de Defensa (Robert McNamara) había ordenado que la aeronave fuera devuelta al portaaviones, lo que se hizo. RADM Geis dijo entonces que especuló que Washington podría haber sospechado que la aeronave llevaba armas nucleares, por lo que armó otro vuelo de aviones convencionales que no tenían capacidad para llevar armas nucleares. Los lanzó para ayudarnos y una vez más notificó a Washington de sus acciones.

De nuevo McNamara ordenó que se retirara el avión. Pidió confirmación de la orden al no poder creer que Washington nos dejaría hundirnos. Esta vez el presidente Johnson ordenó el retiro con el comentario de que no le importaba si todos los hombres se ahogaban y el barco se hundía, pero que no avergonzaría a sus aliados.

## Otras lecturas
- Bregman, Ahron (2002). A History of Israel. London: Palgrave Macmillan. ISBN 0-333-67631-9.
- Cristol, A. Jay (2002). The Liberty Incident: The 1967 Israeli Attack on the U.S. Navy Spy Ship. Dulles, Virginia: Brassey's. ISBN 1-57488-414-X.
- Six Days of War: June 1967 and the Making of the Modern Middle East, by Michael B. Oren, Oxford University Press (ISBN 0-19-515174-7)
- The Puzzle Palace, by James Bamford, Penguin Books, 1982, has a detailed description of the Israeli attack on the SIGINT ship USS Liberty, and the events leading up to it, on pages 279–293.
- Body of Secrets, by James Bamford, devotes a detailed chapter to the incident, and concludes it was deliberate. Doubleday, 2001 (ISBN 0-09-942774-5)
- Peter Hounam, Operation Cyanide: Why the Bombing of the USS Liberty Nearly Caused World War III, Vision Paperbacks. 2003, ISBN 1-904132-19-7,
- Anthony Pearson, Conspiracy of Silence: The Attack on the USS Liberty, 1979 ISBN 0-7043-2164-5
- John Borne, The USS Liberty, Dissenting History vs. Official History
- Thomas, Baylis (1999). How Israel Was Won: A Concise History of the Arab-Israeli Conflict. Lanham, Maryland: Lexington Books. ISBN 0-7391-0064-5. In Chapter 15 on "The Six-Day War and Its Consequences", dissects the sequence of events and concurrent attacks on Arab towns and explores the possibility that the attack on this U.S. spy ship was an intentional act to prevent U.S. monitoring of Israeli military actions, and that the intent was to kill all U.S. personnel on board before any kind of communications could be sent out.
- Phillip F. Tourney and John Glenn, What I Saw That Day: Israel's June 8, 1967 Holocaust of US Servicemen Aboard the USS Liberty and Its Aftermath, Liberty Publications, 2009, ISBN 978-1-4507-1554-6
- Victor Thorn and John Glenn, A Ship Without A Country: Eyewitness Accounts of the Attack on the USS Liberty, American Free Press, Washington, DC, 2009, ISBN 978-0-9818086-6-6